# 서천 이씨
서천 이씨(舒川李氏)는 충청남도 서천군을 본관으로 하는 한국의 성씨이다. 시조 이언충(李彦忠)은 고려에서 밀직부사(密直府使), 좌우정승(左右政丞)등을 지내며 공을 세워 서주군에 봉해져 연안 이씨에서 분관했다.

## 참고 자료
- “서림이씨(西林李氏)”. 뿌리를 찾아서.[깨진 링크(과거 내용 찾기)]